# Железнодорожный транспорт Канады

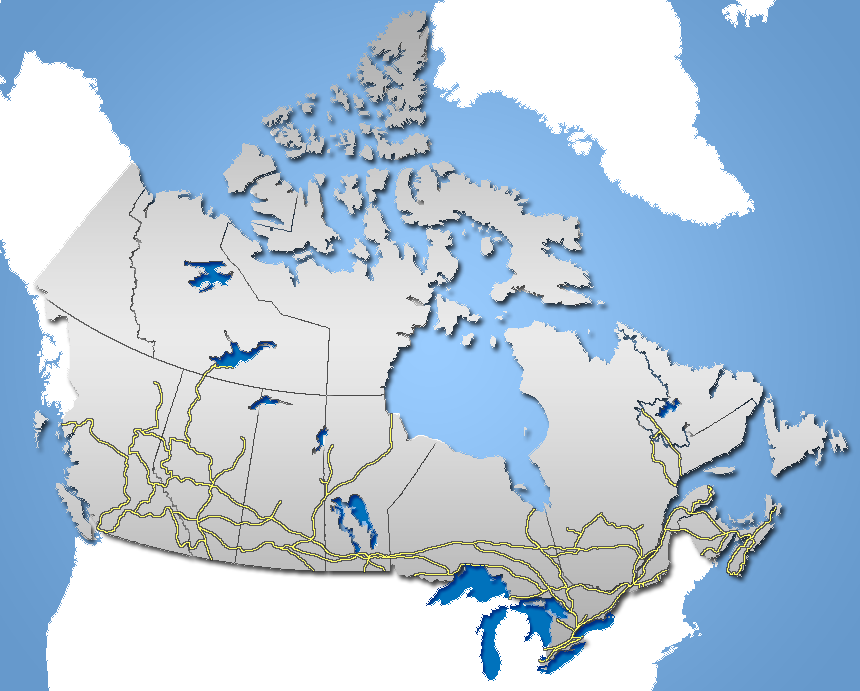
Основные линии железнодорожной сети в Канаде

Железнодорожный транспорт Канады (фр. Transport ferroviaire au Canada; англ. Rail transport in Canada) имеет широкую и хорошо развитую железнодорожную сеть, специализированную в основном на грузоперевозках. По годовому объему карго-перевозок Канада входит в пятерку мировых лидеров. В 2002 году 60% товаров в стране перевозилось поездами. Наибольшая доля перевозок в 2023 году приходилась на сельскохозяйственную продукцию, уголь и калийные удобрения. Железная руда и нефтепродукты также занимают значительную долю, однако их абсолютный объем по состоянию на 2023 год несколько снизился по сравнению с предыдущими периодами. 
Две основные железнодорожные компании разделяют долю в грузовых перевозках на национальном уровне: Канадская национальная железная дорога и Канадская тихоокеанская железная дорога. Пассажирские перевозки выполняет компания VIA Rail, три трансграничных маршрута в США – Amtrak.

Железнодорожная сеть Канады насчитывает 49992 километра путей, из которых только 129 километров являются электрифицированными и в основном имеют европейскую колею. Есть некоторые исключения в виде маленьких изолированных линий, подключённых к главной североамериканской сети, используемой для транспортировки полезных ископаемых или леса; некоторые из них являются узкоколейными, а также ширококолейкой трамвая и метро Торонто. 

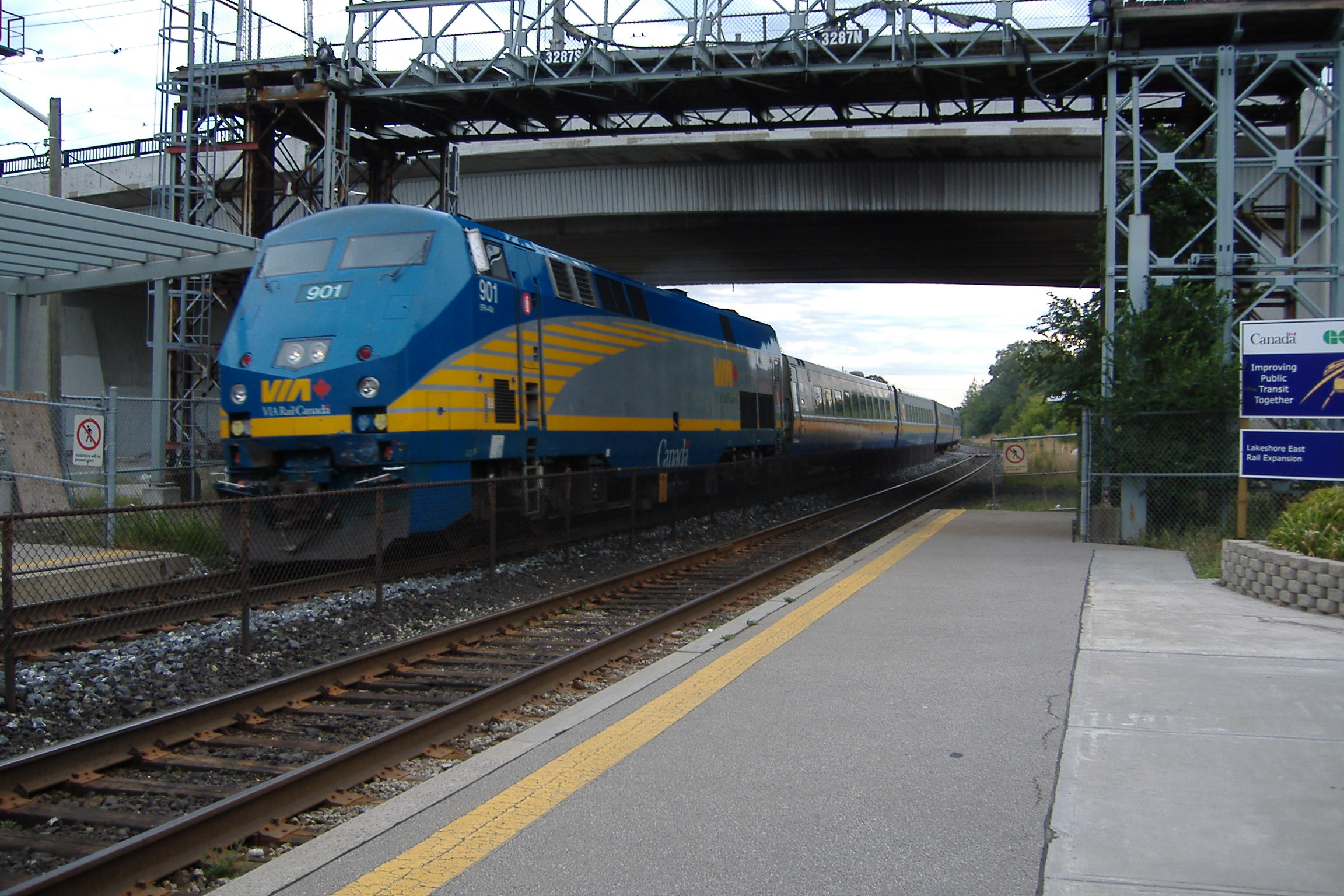
VIA Rail P42DC в Монреале

Три канадских города имеют систему пригородного сообщения: регион Монреаль, Торонто и в Ванкувер. Также эти и другие города обслуживаются сетью трамваев и метро. Второстепенные железные дороги, как Ontario Northland и Algoma Central также обслуживают путешественников в отдаленных сельских зонах.

## История железнодорожного транспорта в Канаде
Первая канадская железная дорога, Champlain and Saint Lawrence Railroad, была введена в эксплуатацию в 1836 году недалеко от Монреаля. Однако расширение железнодорожной сети началось лишь с 1849 года, когда вышел акт, гарантирующий доход со всех железных дорог протяженностью свыше 121 км. Так в Нижней и Верхней Канаде появились новые железнодорожные маршруты, которые не всегда были экономически целесообразными, так как доход от них был гарантирован государством. Для бюджета этот эксперимент оказался разрушительным. Неудачным стал и крупный проект по сооружению Великой железнодорожной магистрали между Монреалем и Сарнией. Проект был сдан в 1860 году, однако оказался глубоко убыточным. В обмен на погашение долгов подрядчика по этому проекту правительство сняло с себя обязательства по гарантии доходов.
Тем не менее, именно железные дороги сыграли важную роль в создании Канадской конфедерации. Так, Приморские провинции и Британская Колумбия присоединились к конфедерации, чтобы получить железнодорожную сеть, так как их собственные провинциальные бюджеты на реализацию столь затратного проекта были исчерпаны. Правительство, в свою очередь, извлекло уроки из своего предыдущего опыта. Новые железные дороги строились с привлечением частных инвесторов под контролем государства в обмен на земельные гранты и обещание монополии, а не на гарантию доходов. Тихоокеанская железная дорога была построена к 1885 году и стала на тот момент наиболее протяженной в мире.
Стремительный рост канадской экономики после 1900 года привел к появлению планов по созданию ещё двух трансконтинентальных маршрутов. Проект Канадской национальной железной дороги, проходящей через северные области прерий, был впоследствии успешно реализован. Второй проект представлял собой Великую Магистраль (Великая железнодорожная магистраль должна была стать его частью). Правительство поначалу предложило объединить два амбициозных плана в один проект, однако в итоге согласилось на реализацию двух проектов. Федеральное правительство в свою очередь отвечало за постройку Федеральной трансконтинентальной железной дороги, соединившей Монктон с Виннипегом через Квебек и обширные малонаселенные территории Канадского щита.
С началом Первой мировой войны поток иммигрантов и приток капитала в Канаду резко сократились, незавершенные проекты железнодорожного строительства были национализированы федеральным правительством, которое также переняло более чем два миллиарда долларов связанных с проектами долгов. Впоследствии, между 1918 и 1923 годом, эти проекты были объединены с Канадской правительственной железной дорогой и образовали Канадскую национальную железнодорожную компанию.
После Первой мировой войны серьезную конкуренцию железнодорожному транспорту составило развитие автомобильных перевозок. После Второй мировой установилось окончательное доминирование автомобильного и воздушного транспорта в сфере пассажирских перевозок, однако в это время в Квебеке, Лабрадоре и Британской Колумбии появилось несколько крупных линий для перевозки ресурсов, часть из которых не имели связи с основными железнодорожными магистралями США.
В 1978 году правительство создало компанию VIA Rail для обслуживания всех пассажирских перевозок в стране. В 1987 году было проведено значительное дерегулирование рынка железнодорожных перевозок, что позволило снизить бюрократию при отказе от экономически нерентабельных маршрутов. Однако сами компании сочли эти меры недостаточными. В ноябре 1995 года началась приватизация железных дорог Канады, а в 1996 году проведена окончательная дерегуляция рынка.